# Faraj Bayrakdar
Faraj Bayrakdar, född 1951 i Tir utanför Homs, är en syrisk författare. Han satt länge som politisk fånge i hemlandet, och är sedan 2005 bosatt i Sverige.

## Biografi
Bayrakdar började skriva poesi under skoltiden och startade en kortlivad litteraturtidskrift med sina vänner samtidigt som han läste arabiska vid Damaskus universitet. Han greps två gånger i samband med arbetet med tidskriften, men släpptes snart igen. Han debuterade som poet med diktsamlingen Du är inte ensam (1979), och följde upp den med diktsamlingen Golsorkhi (1981).

### Fängelsetid
Under det tidiga 1980-talet blev Bayrakdar aktiv i det syriska kommunistpartiet, och den 31 mars 1987 greps han igen, den här gången eftersom han misstänktes vara medlem av det förbjudna partiet Hizb al-‘Amal al-Shuyu’i. Han hölls fängslad utan rättegång i nästan sju år, torterades av säkerhetspolisen och förvägrades vård. Först 1993 blev han åtalad för att ha tillhört ett "otillåtet politiskt sällskap", och den 17 oktober 1993 dömdes han till 15 år i fängelse.
Under sina år som fängslad satt han i tre olika fängelsen, men han lyckades ändå skriva en diktsamling under fängelsetiden, En duva med utbredda vingar, trots att han inte hade tillgång till papper och penna. Dikternas tema var hans rädsla att bli övergiven och bortglömd, vilket gav honom uppmärksamhet världen över: 1998 var han en av de som tilldelades Human Rights Watchs Hellman-Hammett Award och 1999 fick han PEN:s Freedom to Write Award.

### Frigivning
Efter en omfattande internationell kampanj för hans frisläppande frigavs han den 16 november 2000 vid en amnesti som den nye presidenten Bashar al-Assad utfärdat. Han hade då avtjänat närmare 14 av de 15 år han dömts till. Den 28 november 2000 publicerade han en text där han tackade dem som stöttat honom och meddelade sina planer för framtiden: "Efter att ha skrivit så mycket till döden skulle jag nu vilja skriva till hennes syster, livet."

### Liv i Sverige
Sedan 2005 bor Bayrakdar i Sverige. Svante Henryson tonsatte, med inspiration av Schuberts Winterreise, flera av Bayrakdars dikter, varpå en föreställning med sång och uppläsning uppfördes på flera teatrar i Sverige hösten 2017.

## Utmärkelser
- 1998 – Hellman-Hammett Award
- 1999 – Freedom to Write Award
- 2004 – Oxfam Novib/PEN Award
- 2007 – Tucholskypriset